# Sakarias (artist)
Sakarias, artistnamn för Martin Sakarias Berger, född 11 mars 1986,  är en svensk hiphopmusiker och grundare av skivbolaget Baseline STHLM från Stockholm, Södermalm.

## Bakgrund
Sakarias var tidigare en del av hiphopduon Lorentz & Sakarias tillsammans med sin bror Alexander Johannes Lorentz Berger, artistnamn Lorentz. Sakarias vann en Grammis år 2013 som årets producent tillsammans med sina partners Alexander "Lorentz" Berger och Vittorio Grasso med albumet "Himlen är som mörkast när stjärnorna lyser starkast". Han var även nominerad till Årets Album och Årets Hiphop/Soul med samma album.

## Solokarriär
År 2014 debuterade Sakarias som soloartist och släppte albumet Atlanten. Ett album Sakarias beskriver som "Det är mer den där känslan som jag hoppas kunna kommunicera" och " ...känns det som att det här mer är mentalt ute på havet, på Atlanten och bland bergen". Atlanten har blivit mycket positivt bemött av kritiker. Till exempel skriver Nöjesguiden, som ger albumet en fyra/fem, att Sakarias har "hittat ett lika personligt som tidlöst uttryck som säkerligen kommer att fortsätta prägla popsverige en bra tid framöver" och nwt.se, som ger Atlanten fyra/fem, skriver "Mest av allt är Atlanten full av skvalpande, omruskande känslor att drunkna i".

## Producent
Sakarias är även grundare av skivbolaget Baseline STHLM. Ett skivbolag som leds av producenterna Lorentz Alexander, Dante Kinnunen, Vittorio Grasso, Alexander Ferrer (Newkid) och Oskar Lowitz. Skivbolaget har producerat artister som Lorentz & Sakarias, Dante, Newkid, Syket, Maj Yamani, Vinter och Stor & Mack Beats och tillsammans med artisterna har ett flertal grammisvinster tillkommit. År 2015 blev Sakarias tillsammans med sin kollega Dante grammis nominerad inom kategorin Årets Producent.

## Diskografi

### Album
| År   | Dag         | Album    |
| ---- | ----------- | -------- |
| 2014 | 14 november | Atlanten |
| 2018 | 29 juni     | Mars     |

### Singlar
| År   | Dag          | Namn      |
| ---- | ------------ | --------- |
| 2014 | 24 september | Atlanten  |
| 2015 | 21 oktober   | Wavy-Demo |
| 2018 | 15 juni      | Våren     |
| 2018 | 22 juni      | Medicin   |